# Offensive de Lublin-Brest
Cet article possède un paronyme, voir Bataille de Brest.
Pour un article plus général, voir Opération Bagration.
Seconde guerre mondiale
Batailles
Front de l’Est

Prémices :
- Campagne de Pologne
- Guerre d’Hiver

Guerre germano-soviétique :
- 1941 : L'invasion de l'URSS

- Opération Barbarossa

Front nord : 
- Guerre de Continuation
- Opération Silberfuchs
- Siège de Léningrad

Front central : 
- 2e bataille de Brest-Litovsk
- Bataille de Białystok–Minsk
- 1re bataille de Smolensk
- Bataille de Kiev

Front sud : 
- Siège d'Odessa
- Campagne de Crimée

- 1941-1942 : La contre-offensive soviétique

Front nord : 
- Poche de Demiansk
- Poche de Kholm

Front central : 
- Bataille de Moscou

Front sud : 
- Seconde bataille de Kharkov

- 1942-1943 : De Fall Blau à 3e Kharkov

Front nord : 
- Offensive de Siniavino
- Opération Iskra
- Bataille de Krasny Bor
- Opération Poliarnaïa Zvezda

Front central : 
- Opération Mars

Front sud : 
- Bataille du Caucase (opération Fall Blau)
- Bataille de Stalingrad
- Opération Uranus
- Opération Saturne
- Offensive d'Ostrogojsk-Rossoch
- Offensive de Voronej-Kastornoe
- Opération Gallop
- Opération Étoile
- Troisième bataille de Kharkov

- 1943-1944 : Libération de l'Ukraine et de la Biélorussie

Front central : 
- 2e bataille de Smolensk
- Opération Bagration

Front sud : 
- Bataille de Koursk
- Bataille du Dniepr
- Offensive Dniepr-Carpates
- Offensive de Crimée
- Offensive de Lvov-Sandomir

- 1944-1945 : Campagnes d'Europe centrale et d'Allemagne

Allemagne : 
- Offensive Vistule-Oder
- Offensive de Poméranie orientale
- Siège de Breslau
- Offensive de Prusse-Orientale
- Bataille de Königsberg
- Bataille de Seelow
- Bataille de Bautzen
- Bataille de Berlin
- Capitulation allemande

Front nord et Finlande : 
- Guerre de Laponie
- Offensive Leningrad-Novgorod
- Bataille de Narva

Europe orientale : 
- Opération Margarethe
- Insurrection de Varsovie
- Soulèvement national slovaque
- Opération Panzerfaust
- Bataille de Budapest
- Opération Frühlingserwachen
- Offensive de Vienne
- Insurrection de Prague
- Offensive de Prague
- Bataille de Slivice

Front d’Europe de l’Ouest

Campagnes d'Afrique, du Moyen-Orient et de Méditerranée

Bataille de l’Atlantique

Guerre du Pacifique

Guerre sino-japonaise

Théâtre américain
L’offensive Lublin-Brest (en russe : Люблин‐Брестская наступательная операция, 18 juillet – 2 août 1944) fait partie de la troisième phase de l'opération Bagration, offensive stratégique de l'Armée soviétique pour éradiquer les forces de la Wehrmacht du centre-est de la Pologne. L'offensive fut exécutée par le premier front biélorusse et prit place en juillet 1944. Elle opposa le Groupe d'armées Nord Ukraine et Groupe d'armées Centre.

## Rôle dans le conflit
L'opération fut accompagnée par plusieurs autres offensives, en particulier l'offensive Lvov-Sandomir du premier front ukrainien dans le sud. Les deux offensives furent lancées plusieurs semaines après le début de l'opération Bagration au nord pour éradiquer les forces allemandes de Biélorussie.

## Plan d'opérations
L'offensive avait pour objectif principal de sécuriser les villes de Lublin et de Brest.

## Forces en présence

### Wehrmacht
Le 15 juin, le Groupe d'armées Sud Ukraine sous le commandement de Ferdinand Schorner était composé de forces allemandes et roumaines, 2 armées fortes chacune : 3e Armée roumaine, 4e Armée roumaine, 6e armée allemande (récemment reconstituée après la destruction de la précédente 6e Armée dans la bataille de Stalingrad), 8e armée allemande. Le Groupe d'armées Centre avait la 2e Armée allemande, la 4e armée allemande, la 9e armée allemande et la 3e Panzer Armee.

### Armée rouge
Le premier front biélorusse était commandée par Konstantin Rokossovsky et comprenait le 8e Gardes, 41e, 47e, 61e, 69e et 70e armées, la 2e armée blindée de la Garde, la 6e (en) et la 16e armées de l'air (en), le 11e corps blindé (en), la 1re armée polonaise, le 2e cavalerie et le 7e corps de cavalerie de la Garde (en).